# マルティーナ・フランカ
マルティーナ・フランカ（イタリア語: Martina Franca）は、イタリア共和国プッリャ州ターラント県にある都市で、その周辺地域を含む人口約4万9000人の基礎自治体（コムーネ）。県都ターラントに次ぎ県内第2位の人口を有するコムーネである。
1975年以後毎年開催されているオペラの祭典（ヴァッレ・ディトリア音楽祭、あるいはマルティーナ・フランカ音楽祭）でも知られている。

## 地理

### 位置・広がり
ターラント県北部に位置するコムーネで、ヴァッレ・ディトリア (Valle d'Itria) に所在する。マルティーナ・フランカの街は、県都ターラントの北北東約26km、ブリンディジの西約51km、州都バーリの南東約60kmに位置する。
コムーネの面積は 295 km2 あまりに及ぶ。これはイタリアのコムーネの中でも広い部類である（全国39位）。

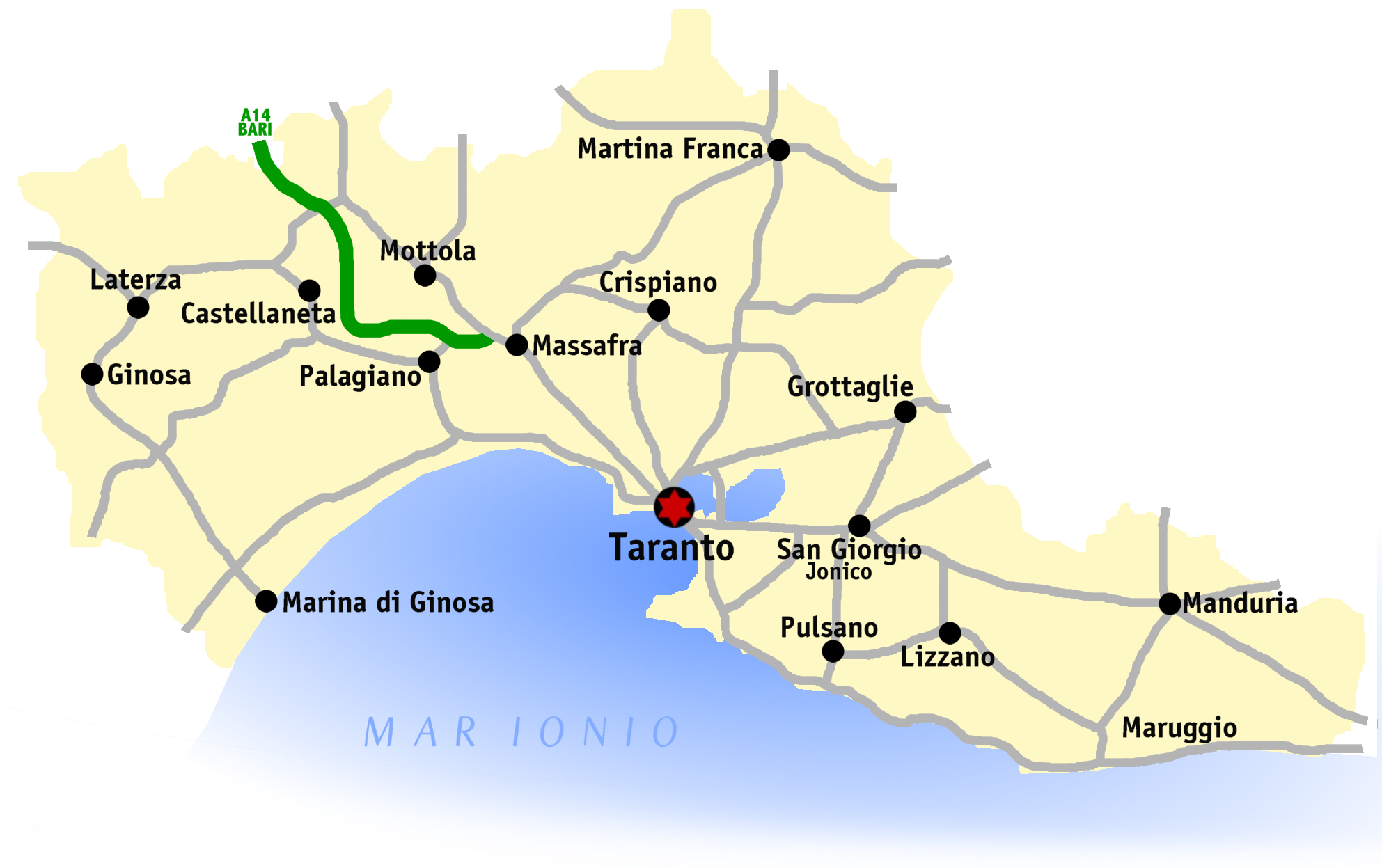
ターラント県概略図

#### 隣接コムーネ
隣接するコムーネは以下の通り。BAはバーリ県、BRはブリンディジ県所属。
- ロコロトンド (BA) - 北
- チステルニーノ (BR) - 北東
- オストゥーニ (BR) - 東
- チェーリエ・メッサーピカ (BR) - 南東
- ヴィッラ・カステッリ (BR) - 南東
- クリスピアーノ - 南
- グロッターリエ - 南
- マッサフラ - 南西
- モットラ - 西
- アルベロベッロ (BA) - 北西

### 市街
市壁に囲まれており、バロック様式の市門を有する旧市街には、多く狭く曲がりくねった道と広場がある。17世紀に建設されたドゥカーレ宮殿 (Palazzo Ducale) に面して、旧市街最大の広場であるピアッツァ・ディ・ローマ (Piazza di Roma) がある。緑地ともなっている。
- Piazza Plebiscito。左に時計台、右にサン・ステファノ教会
- サント・ステファノ門 (Porta di Santo Stefano)
- カルミネ教会
- ドゥカーレ宮殿広場
- この地方の伝統的住居であるトゥルッリ

## 歴史
中世のマルティーナ・フランカには多くのユダヤ人が暮らしていた。1495年の時点で、人口の3分の1は、ユダヤ人か、キリスト教に改宗したユダヤ人であった。
1495年、市はユダヤ人が来市して居住することを禁じ、ユダヤ人が虐殺を受ける事件が生じている。

## 行政

### 分離集落
マルティーナ・フランカには以下の分離集落（フラツィオーネ）がある。
- San Paolo, Monte Fellone, Lamia Vecchia, Specchia Tarantina, Ortolini, Carpari, Gemma, Pergolo, Capitolo, Pianelle, Cappuccini, Papadomenico, Nigri, Motolese, Monte Ilario, Baratta, Monti del Duca, Madonna dell'Arco, Ospedale, Montetulio, Infarinata

## 社会

### 産業
DOCワインである「マルティーナ・フランカ」 (it:Martina Franca (vino)) の産地である。

## 文化・観光
1975年より、毎年夏にオペラの祭典であるフェスティヴァル・デッラ・ヴァッレ・ディトリア (Festival della Valle d'Itria) （ヴァッレ・ディトリア音楽祭、あるいはマルティナ・フランカ音楽祭とも）が開催されている。

## スポーツ
プロサッカークラブであるASマルティーナ・フランカ1947 (A.S. Martina Franca 1947) のホームタウンである。2013-14シーズンではレガ・プロ・セコンダ・ディヴィジオーネ（4部リーグ）に属している。

## 交通

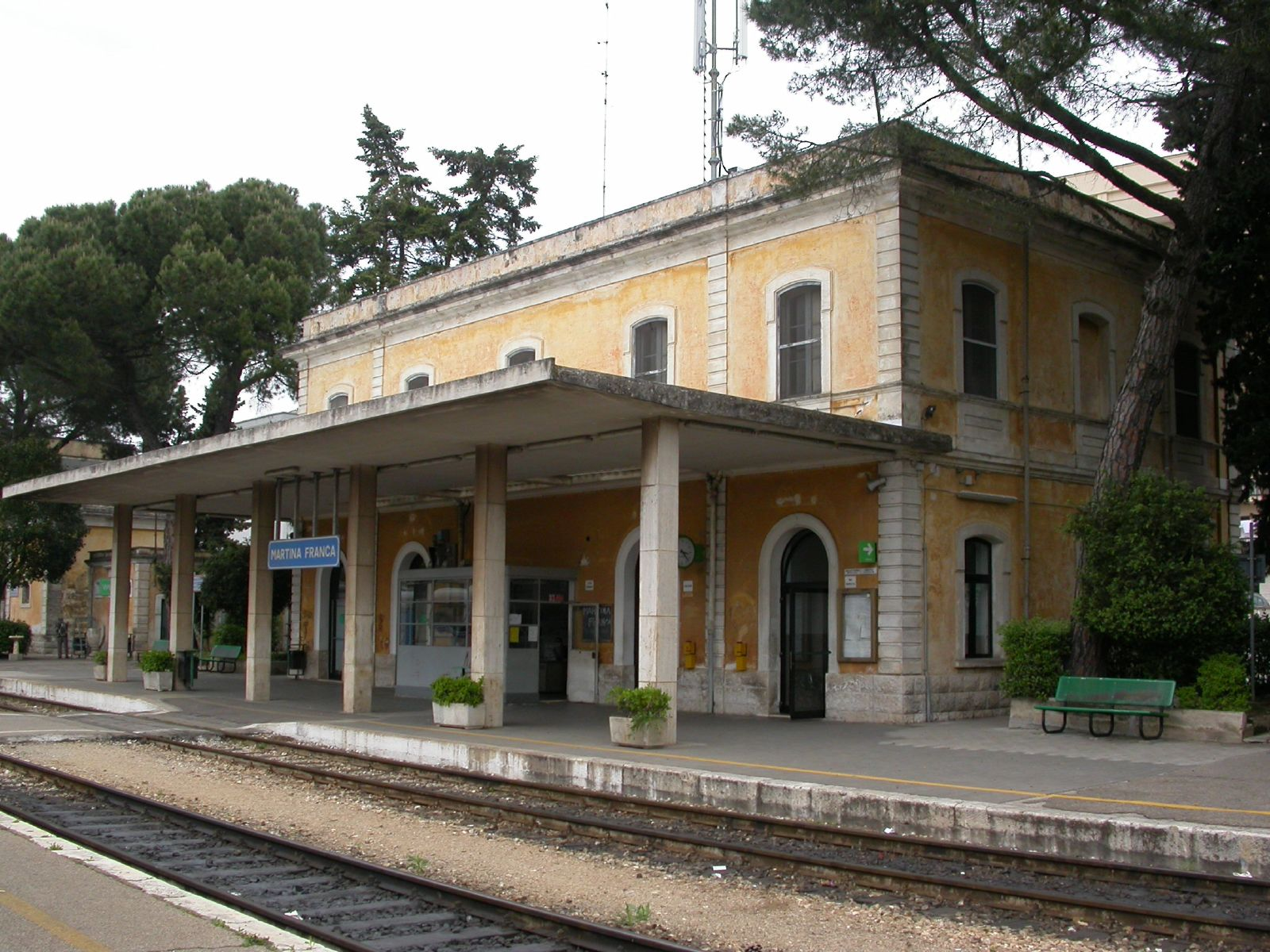
マルティーナ・フランカ駅

### 鉄道
地方鉄道であるスド・エスト鉄道が走っており、マルティーナ・フランカ駅 (it:Stazione di Martina Franca) は2つの路線の分岐駅である。鉄道によってバーリ、ターラント、レッチェと結ばれている。
- スド・エスト鉄道
  - バーリ＝マルティーナ・フランカ＝ターラント線 (it:Ferrovia Bari-Martina Franca-Taranto) 
  - マルティーナ・フランカ＝レッチェ線 (it:Ferrovia Martina Franca-Lecce)

## 人物

### 著名な出身者
- ジュゼッペ・アプリーレ（英語版） - 18-19世紀のカストラート、音楽教育者
- ジョコンダ・デ・ヴィート - 20世紀のヴァイオリニスト
- コジモ・ダミアーノ・ランツァ（Cosimo Damiano Lanza, 1962年 - ）イタリアの現代音楽の作曲家、ピアノ、チェンバロ。
- ドナート・カッリージ - 小説家・脚本家
- レンツォ・ルビーノ（英語版） - シンガーソングライター